# Asilus nigellus
Asilus nigellus là một loài ruồi trong họ Asilidae. Asilus nigellus được Lichtenstein miêu tả năm 1796. Loài này phân bố ở vùng nhiệt đới châu Phi.